# Goral himalajski
Goral himalajski (Naemorhedus goral) – ssak z rodziny wołowatych występujący w zachodnich Himalajach, południowo-wschodnich Chinach, Mandżurii i w Korei. Zasiedla skaliste tereny ponad granicą lasu. Dawniej był poławiany dla futra i mięsa, a części jego ciała były wykorzystywane w medycynie ludowej. Obecnie objęty ochroną prawną.

## Wygląd
Szarobrunatna sierść (futro zimowe jest znacznie jaśniejsze od letniego) z jasnym brzuchem. Krótki ogon jest pokryty długimi włosami. Rogi występują u obu płci, skierowane są ku tyłowi i w połowie lekko wygięte ku dołowi.
Średnie wymiary
- Wysokość – 75 cm.
- Waga – 35 kg.
- Długość rogów – 20 cm.

## Rozmnażanie
Ruja występuje we wrześniu. Ciąża u gorali trwa 8 miesięcy, samica rodzi 1 młode, bardzo rzadko 2 młode.